# Kob lirorogi
Kob lirorogi (Kobus vardonii) – gatunek ssaka parzystokopytnego z rodziny wołowatych.

## Występowanie i biotop
Obecny zasięg występowania tego gatunku obejmuje środkową część Afryki Południowej. Jego siedliskiem są zasobne w wodę tereny trawiaste.

## Charakterystyka ogólna
| Podstawowe dane         | Podstawowe dane |
| ----------------------- | --------------- |
| Długość ciała           | 126–142 cm      |
| Wysokość w kłębie       | 77–83 cm        |
| Długość ogona           | 28–32 cm        |
| Masa ciała              | 62–90 kg        |
| Dojrzałość płciowa      | 12–14 miesięcy  |
| Ciąża                   | 8 miesięcy      |
| Liczba młodych w miocie | 1               |
| Długość życia           | 17 lat          |

### Wygląd
Ubarwienie brązowe. Spodnia część ciała, ogona, wewnętrzna strona kończyn i uszu, obramowanie oczu i okolice nosa – jaśniejsze do białego. U samców występują rogi osiągające 45–53 cm długości. Samice rogów nie mają.

### Tryb życia
Koby lirorogie wykazują aktywność w godzinach rannych i popołudniowych. Czasami żerują jeszcze po zmierzchu. Samice z młodzieżą tworzą małe stada. Dojrzałe samce przebywają zwykle samotnie i wykazują terytorializm. Koby lirorogie żywią się niemal wyłącznie trawą.

## Podgatunki
- K. vardonii vardonii Livingstone, 1857
- K. vardonii senganus P. L. Sclater & Thomas, 1897

## Zagrożenia i ochrona
Gatunek nie jest objęty konwencją waszyngtońską CITES. W Czerwonej księdze gatunków zagrożonych Międzynarodowej Unii Ochrony Przyrody i Jej Zasobów został zaliczony do kategorii NT (podwyższonego  ryzyka).